# نیوزلندی‌ها
نیوزلندی‌ها (مائوری: Tāngata Aotearoa)، افرادی هستند که با نیوزیلند مرتبط هستند، تاریخ، فرهنگ و زبان مشترک (انگلیسی نیوزیلندی) مشترک دارند. افراد از قومیت‌ها و منشأ ملی مختلف شهروندان نیوزیلند هستند که توسط قانون تابعیت آن اداره می‌شوند.